# 山野内勘二

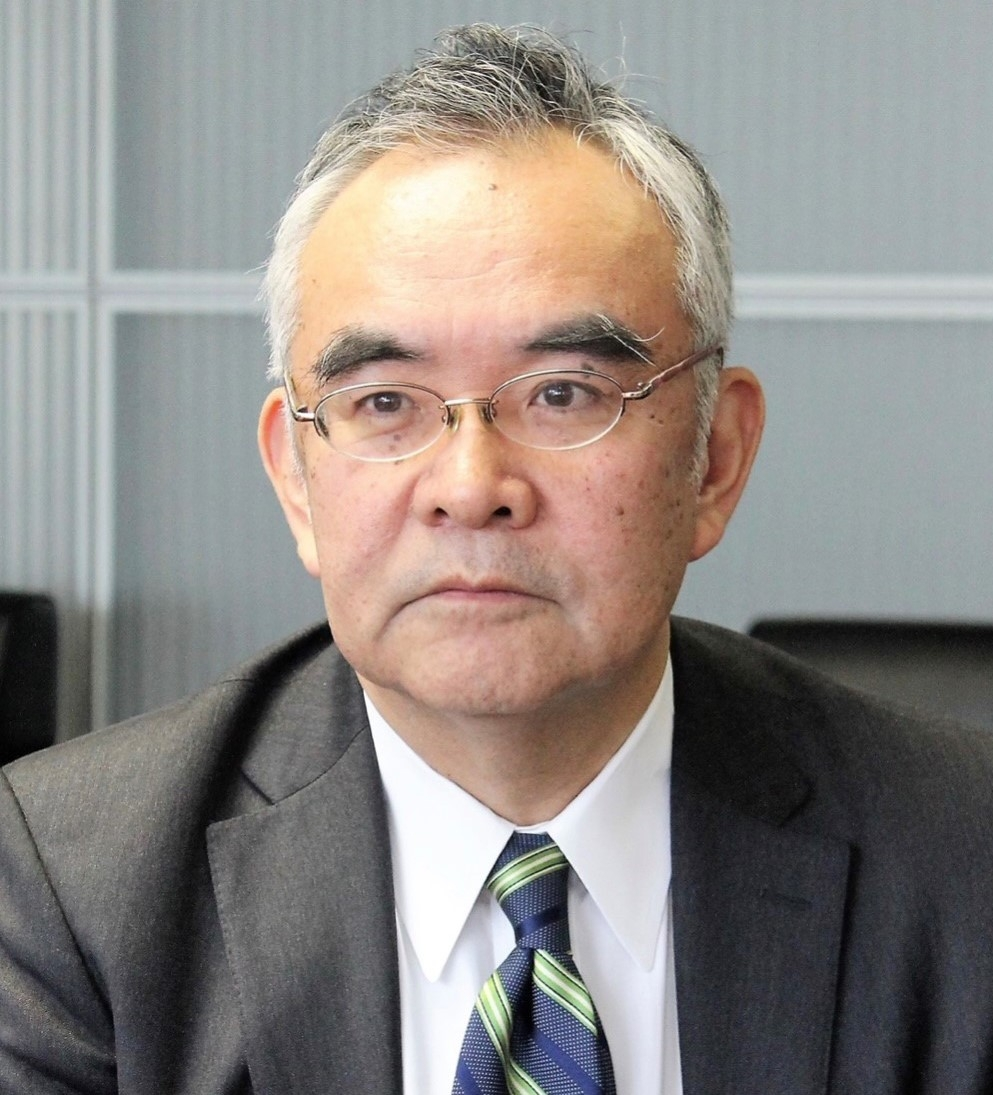

山野内 勘二（やまのうち かんじ、1958年4月8日 - ）は、日本の外交官。内閣総理大臣秘書官、外務省経済局長、ニューヨーク総領事・大使等を経て、駐カナダ特命全権大使。

## 経歴・人物
長崎県佐世保市出身。佐世保市立日宇小学校、佐世保市立日宇中学校、長崎県立佐世保南高等学校を経て、東京外国語大学に入学。大学ではロックや自主制作映画などの活動をしたが、坂本龍馬に憧れ外交官を志す。
1984年東京外国語大学外国語学部インドシナ語学科卒業後、外務省入省。1997年-1999年在アメリカ合衆国日本国大使館一等書記官。1999年九州・沖縄サミット事務局長。外務省経済局開発途上地域課企画官を経て、2001年在大韓民国日本国大使館参事官。
内閣官房副長官秘書官、2003年南東アジア第一課長。2004年報道課長。2007年北米第一課長。2009年内閣官房副長官補付。同年鳩山由紀夫内閣総理大臣秘書官。
2011年アジア大洋州局兼南部アジア部参事官、日中漁業共同委員会委員・日本政府代表。2013年在アメリカ合衆国日本国大使館公使。2016年外務省経済局長、内閣官房内閣審議官（内閣官房副長官補付）、内閣官房TPP等政府対策本部員、アジア太平洋経済協力閣僚会議日本政府代表代理。2018年ニューヨーク総領事・大使。2022年駐カナダ特命全権大使。

## 同期
- 有吉勝秀（23年コスタリカ大使・20年エルサルバドル大使）
- 礒正人（22年クロアチア大使・18年デュッセルドルフ総領事）
- 伊藤康一（24年ギリシャ大使・20年ニュージーランド大使）
- 伊藤直樹（24年ベトナム大使・19年バングラデシュ大使・17年シカゴ総領事）
- 今村朗（23年セルビア大使・20年ジョージア大使・23年セルビア大使）
- 岩井文男（20年サウジアラビア大使・15年イラク大使）
- 大森茂（17年セネガル大使・15年法務省名古屋入国管理局長）
- 岡田隆（20年アフガニスタン大使）
- 岡庭健（24年アラブ首長国連邦大使・21年ケニア大使）
- 菊田豊（21年ネパール大使・18年ナイジェリア大使）
- 下川眞樹太（22年フランス、アンドラ大使・19年ベルギー大使・17年大臣官房長・16年国際文化交流審議官）
- 杉山明（24年ノルウェー大使・21年特命全権大使（国際テロ対策・組織犯罪対策協力担当）・18年スリランカ大使・17年儀典長・15年内閣審議官・13年山形県警察本部長）
- 鈴木哲（19年インド大使・17年総合外交政策局長・16年国際情報統括官）
- 竹若敬三（21年北極担当大使・19年ラオス大使）
- 千葉明（22年バチカン大使、19年ASEAN大使・16年ロサンゼルス総領事）
- 梨田和也（19年タイ大使・17年国際協力局長）
- 藤山美典（22年スイス兼リヒテンシュタイン大使）
- 藤原直（21年エディンバラ総領事）
- 正木靖（23年インドネシア大使・20年EU大使・17年欧州局長）
- 森下敬一郎（21年エクアドル大使・17年コロンビア大使）
- 山上信吾（20年オーストラリア大使・18年経済局長・17年国際情報統括官）
- 山田洋一郎（22年モルドバ大使・20年立命館アジア太平洋大学アジア太平洋学部教授（出向）・17年シアトル総領事）